# PRINCE2
PRINCE2とは、イギリス商務局 (OGC) が開発したプロジェクトマネジメントの方法論の1つ。プロジェクトの管理面、組織面、制御面をカバーする。

## 歴史
1989年、イギリス政府の情報システムのプロジェクトマネジメントの標準として中央電子計算機局 (CCTA) が PRINCE を開発した。これは、すぐにIT向けにイギリス政府機関以外でも使われるようになった。1996年、より汎用的なプロジェクトマネジメント手法として PRINCE2 が発表された。PRINCE2 は徐々に知名度が上がり、イギリスでのプロジェクトマネジメントのデファクトスタンダードとなっている。また、イギリス以外の国々にもその利用が広がりつつある。
最新版は商務局が2005年にリリースしたもので、2008年9月を目指して改版作業中である。
「PRINCE2」という名称は OGC の商標であり、英語の「projects in controlled environments, 2nd version」に由来する。

## 認定試験とトレーニング
認定試験にはファンデーションとプラクティショナーの2種類ある。ファンデーションは1時間の項目選択式の試験である。プラクティショナーは3時間の論述式の試験だったが、2007年9月1日改訂され、客観テスト（多肢選択式）に変更されている。
イギリスではAPMグループが試験を実施している。試験結果はウェブ上で確認できる。プロジェクトマネジメントの経験がある人なら自習で試験に合格することも可能だが、トレーニングコースを提供する組織もいくつかある。

### ファンデーション試験要領
PRINCE2 2009年版
- 全75問（75問中5問は採点されない）
- 1時間
- (70問中)35問正解で合格

PRINCE2 2005年版
- 全75問
- 1時間
- (75問中)38問正解で合格

### プラクティショナー試験要領
PRINCE2 2005年版/2009年版
- 9問（シナリオと資料つき）
- 40マーク相当
- 3時間
- 360点中、180点で合格
- PRINCE2マニュアル参照可能

## スケーラビリティ
プロジェクトマネジメントは複雑であり、PRINCE2 を盲目的に適用したからといってプロジェクトが成功するわけではない。また、PRINCE2 の全ての側面を全てのプロジェクトに適用できるわけでもない。このため、各プロセスには適用可能な規模の範囲が注釈として存在する。これに基づいてプロジェクトマネージャがどれだけのプロセスを適用するかを決定する。よく言えば、PRINCE2 はプロジェクトの必要に応じて調整可能である。悪く言えば、PRINCE2 の基本的要素を省いてしまうことで王子（英: prince）とは名ばかりのプロジェクト（PINO）になることがある。このため、APM Group では PRINCE2 Maturity Model を定義している。

## 方法論の概要
PRINCE2 はプロセス駆動型のプロジェクトマネジメント手法である。PRINCE2 には 45 のサブプロセスが定義されており、それらを以下の 8つのプロセスに分類している。

### プロジェクトの開始 (SU)[6]
このプロセスでは、プロジェクトチームが結成され、概要（プロジェクトの目的などの概要）が用意される。さらに全体的な活動方針、次の工程の計画が決定される。この作業を受けてプロジェクト委員会が次の工程に進むことを承認し、プロジェクトが開始される。

### 計画 (PL)[7]
PRINCE2 は製品ベース計画を採用しており、計画において製品（成果物）を特定し、それを最初に分析する。生成すべき成果が確定したら、それを実現するのに必要な作業を見積もり、それに従って日程計画を立てる。また、各作業について考えられるリスクも分析する。最後に、このプロセスは計画文書の形式を提案し、そのような形式にまとめる手法を示唆している。

### プロジェクト起動 (IP)[9]
このプロセスは SU の結果であるプロジェクト概要から業務事例を作成する。プロジェクトの品質保証手法やプロジェクトの全体的な制御手法についての合意を形成する。プロジェクトの計画全体を表すプロジェクト文書を作成する。次の工程の計画も作成される。これらの情報はプロジェクト委員会に提出され、認可を受ける。

### プロジェクト監督 (DP)[11]
ここに分類されるサブプロセスは、プロジェクト委員会がプロジェクトをどのように制御するかを示したものである。上述のようにプロジェクト委員会は起動工程に認可を与え、プロジェクト自体についても認可する。プロジェクトの監督としては他にも、プロジェクト委員会が各工程の計画に認可を与える手法があり、これには進捗遅れによる再計画も含まれる。その他にも委員会がプロジェクトの進行に監督的立場で関与する方法やプロジェクトの終了時の関連も示されている。

### 工程制御 (CS)[12]
PRINCE2 ではプロジェクトを複数の工程に分けることが推奨されており、個々の工程の制御方法が CS に属するサブプロセスでカバーされている。前工程の成果物の受け入れ、進捗管理、プロジェクト委員会への報告などがある。プロジェクトに関わる問題の特定と評価、さらには対処法も示唆されている。また、問題を上位に報告し、最終的にプロジェクト委員会まで報告する方法も定めている。

### 製品納入管理 (MP)[13]
このプロセスは3つのサブプロセスからなり、成果物の受け入れ、実施、納入の方法をカバーする。

### 工程間境界管理 (SB)[14]
工程制御は各工程をそれぞれカバーするが、工程間境界管理は工程完了時に関わる。主な作業は次工程の計画立案、プロジェクト全体計画の修正、リスクログや業務事例の更新である。このプロセスでは許容範囲を超えてしまった工程をどうすべきかということも含まれる。さらに、工程終了時の報告もこのプロセスに含まれる。

### プロジェクト終了 (CP)[15]
プロジェクト終了時にすべき事柄がカバーされている。一般にプロジェクトは解散となって、人員は他の活動に回されると共に、製品に関するフォロー活動を決定し、プロジェクト自体の総括を行う。

## 構成要素
PRINCE2 には以下のような構成要素がある。
- 業務事例 - プロジェクトの正当性を裏付ける。
- 組織 - 個人がプロジェクトに参加する方法であり、構造化されている。
- 計画 - プロジェクトの目的、作業日程、作業内容、作業者などが記された文書。
- 制御 - プロジェクトマネージャやプロジェクト委員会がプロジェクトを制御する方法。
- リスク管理 - プロジェクトにおけるリスクを管理する方法。PRINCE2 ではリスクを成果の不確かさと定義しており、予想より良い場合と悪い場合がある。リスク管理では、リスクを予測管理し、悪い点の影響はなるべく削減し、良い面の影響を伸ばすようにする。
- プロジェクト環境における品質 - 製品品質をプロジェクトとして保証する方法。
- 構成管理 - プロジェクトの成果（製品）を特定し追跡する方法。
- 変更制御 - 製品仕様などの変更を管理する方法。

## 技法
PRINCE2 は各種プロジェクトマネジメント技法と組合せられるが、特に以下と関係が深い。
- 製品ベース計画[16]
- 変更制御[17]
- 品質審査[18]